# Artemis 1
Artemis 1 (offiziell Artemis I, zuvor Exploration Mission 1 (englisch für „Erkundungsmission 1“), kurz EM-1; früher Space Launch System 1 oder SLS-1) war der zweite unbemannte Flug des US-amerikanischen Raumschiffs Orion. Die Testmission, die vom 16. November 2022 bis zum 11. Dezember 2022 dauerte, fand im Rahmen des Artemis-Programms der NASA statt. Das Raumschiff trat in einen hohen Mondorbit ein und kehrte wieder zur Erde zurück. Es handelte sich dabei um den ersten Start des neuen Trägersystems Space Launch System (SLS) und der von Airbus Defence and Space gebauten Orion-Antriebs- und Versorgungseinheit ESM.

## Missionsziele
Ziel der Mission war ein erster unbemannter Test des neuen Raumfahrzeugs und aller Systeme im Weltraum. Dazu gehörten das Zusammenspiel des US-amerikanischen Kommandomoduls mit dem europäischen Servicemodul, Tests der Manövrierfähigkeit im Mondorbit und die Bewährungsprobe des Hitzeschildes beim Wiedereintritt mit einer Geschwindigkeit, die deutlich höher war als die bei einer Rückkehr aus dem Erdorbit. Zugleich handelte es sich auch um den Erstflug des neuen Trägersystems SLS.
Um die Strahlungsexposition für zukünftige Mondmissionen zu messen, sollten drei Strahlungsmesspuppen als „Besatzung“ mitfliegen. Zwei weibliche Puppen, die sogenannten #LunaTwins (Helga und Zohar), sollten im Rahmen des MARE-Experiments (Matroshka AstroRad Radiation Experiment) des DLR mitfliegen. Eine dieser Puppen sollte eine Schutzweste tragen. Partner des MARE-Experiments waren die israelische Raumfahrtagentur ISA, der israelische Industriepartner StemRad, der die AstroRad-Schutzweste entwickelt hat, sowie Lockheed Martin und die NASA. Die dritte Puppe mit dem Namen „Moonikin Commander Campos“ (benannt nach Arturo Campos, einem NASA-Ingenieur während des Apollo-Programms) kam von der NASA und sollte zu Testzwecken einen neuentwickelten Raumanzug tragen. Diese sollte den Sitz des Kommandanten einnehmen und mit zwei Strahlungssensoren in ihrem Crew-Survival-System-Anzug ausgestattet sein, wie ihm die Astronauten während des Starts, des Eintritts und anderer dynamischer Phasen ihrer Missionen tragen werden. Der Sitz des Kommandanten verfügte außerdem über Sensoren zur Aufzeichnung von Beschleunigungs- und Vibrationsdaten während der Mission.
Außerdem sollte eine Snoopy-Plüschpuppe der NASA an Bord sein, die als Schwerelosigkeitsindikator dient, sowie eine Shaun-das-Schaf-Puppe, die auf den europäischen Beitrag zur Mission, das ESA-Servicemodul, verweist. In Anlehnung an die Apollo-14-Mission, in deren Folge „Mondbäume“ gesetzt worden waren, sollten erneut Samen auf eine Mondumlaufbahn geschickt werden.
Die Erkenntnisse aus dieser Mission werden als eine wichtige Grundlage für den ersten bemannten Flug gewertet, der derzeit als Artemis 2 für April 2026 geplant ist.

## Vorbereitung
Orion wurde mit einer SLS-Rakete in der Konfiguration Block 1 gestartet. Diese besitzt eine vom Space-Shuttle-Außentank abgeleitete Hauptstufe mit vier wiederverwendeten RS-25D-Triebwerken, die bereits mit dem Shuttle zum Einsatz kamen. Hinzu kommen zwei ebenfalls auf dem Space-Shuttle-System basierende, verlängerte Feststoffbooster und eine auf der Delta IV basierende Oberstufe.
Im November 2018 wurde das Servicemodul des Orion-Raumschiffs für die EM-1-Mission von Bremen, wo es am Airbus-Standort gefertigt wurde, zum Kennedy Space Center (KSC) in den USA geliefert. Mitte 2020 kamen dort auch die Einzelteile der beiden Feststoffbooster an. Die erste Raketenstufe wurde ab 2019 zusammengebaut und von Januar bis März 2021 getestet.

## Alternative Planungen des Missionsverlaufs
Unter dem politischen Druck des Wahlkampfs für die Präsidentschaftswahl in den Vereinigten Staaten 2020 wurde eine Aufteilung und Umbuchung der Mission auf die Trägerraketen Falcon Heavy und/oder Delta IV Heavy erwogen, um den damaligen Plantermin Juni 2020 einhalten zu können. Das Orion-Raumschiff und das ESM wären dann getrennt in eine niedrige Erdumlaufbahn gebracht worden, um dort – mittels eines noch zu entwickelnden Mechanismus – zu docken und anschließend auf den Transferorbit zum Mond einzuschwenken. Diese Idee wurde jedoch wieder verworfen.

## Startverschiebungen
Ein erster Startversuch am 29. August 2022 wurde abgebrochen, als bei einem Triebwerk eine zu hohe Temperatur gemessen wurde. Die Untersuchung ergab, dass ein Temperatursensor fehlerhaft war und fälschlicherweise eine hohe Temperatur für Triebwerk 3 anzeigte. Weitere technische Schwierigkeiten betrafen eine elfminütige Kommunikationsverzögerung zwischen dem Raumfahrzeug und der Bodenkontrolle, ein Treibstoffleck und einen Riss im Isolierschaum der Verbindungsstücke zwischen den Flüssigwasserstoff- und Flüssigsauerstofftanks. Ein weiterer Startversuch am 3. September 2022 wurde wenige Stunden zuvor abgesagt, weil es ein Leck an einem Wasserstoff-Tankschlauch gab und das Problem nicht rechtzeitig gelöst werden konnte. Der nächste Starttermin am 24. September wurde verschoben durch Hurrikan Ian, für den eine Entwicklung zum schweren Hurrikan erwartet wurde. Am 26. September wurde angesichts des nahenden Sturms damit begonnen, die Rakete wieder vom Startfeld zum Vehicle Assembly Building zu bringen. Am 28. und 29. September überquerte der Hurrikan dann Florida von Südwest nach Nordost.
Da „Nicole“ nur die Hurrikankategorie I erreichen sollte, wurde beschlossen, die inzwischen wieder auf der Startrampe befindliche Trägerrakete dort zu belassen. Die Rakete war bis dahin bereits viermal zwischen dem Vehicle Assembly Building und der Rampe hin- und hertransportiert worden. Diese Belastung durch den Transport halte sie nur noch einmal aus, ohne relevante Schäden zu bekommen. Nachdem „Nicoles“ Böen von bis zu 161 km/h (in 142 m Höhe am Startfeld gemessen) leichte Schäden an der Trägerrakete verursachten, musste der wegen „Ian“ bereits auf den 14. November verlegte Start erneut aufgeschoben werden. Voraussetzung für den Start am 16. November war, dass die Schäden durch Hurrikan „Nicole“ bis dahin behoben sein würden.

## Missionsverlauf

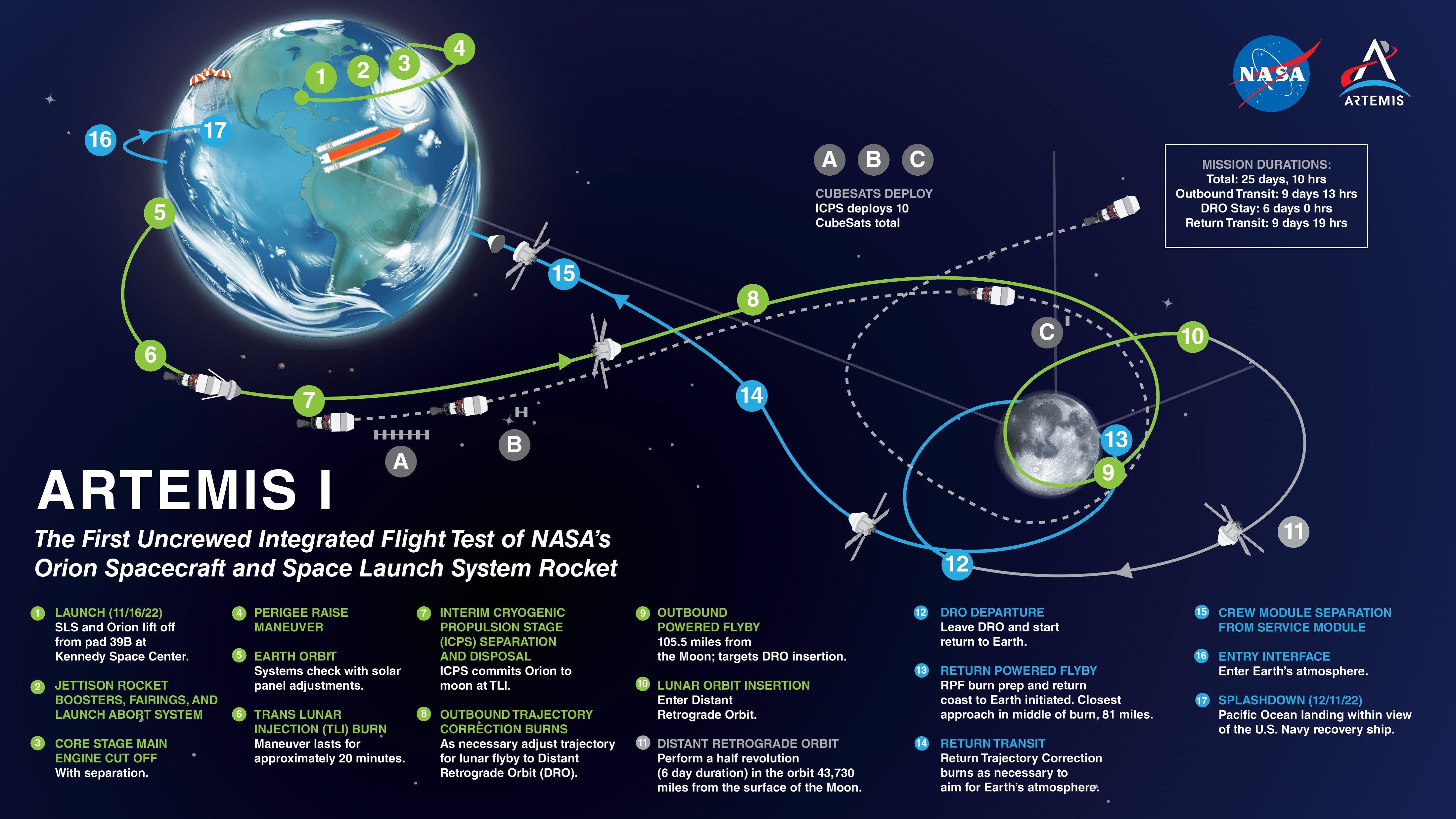
Flugbahn von Artemis 1

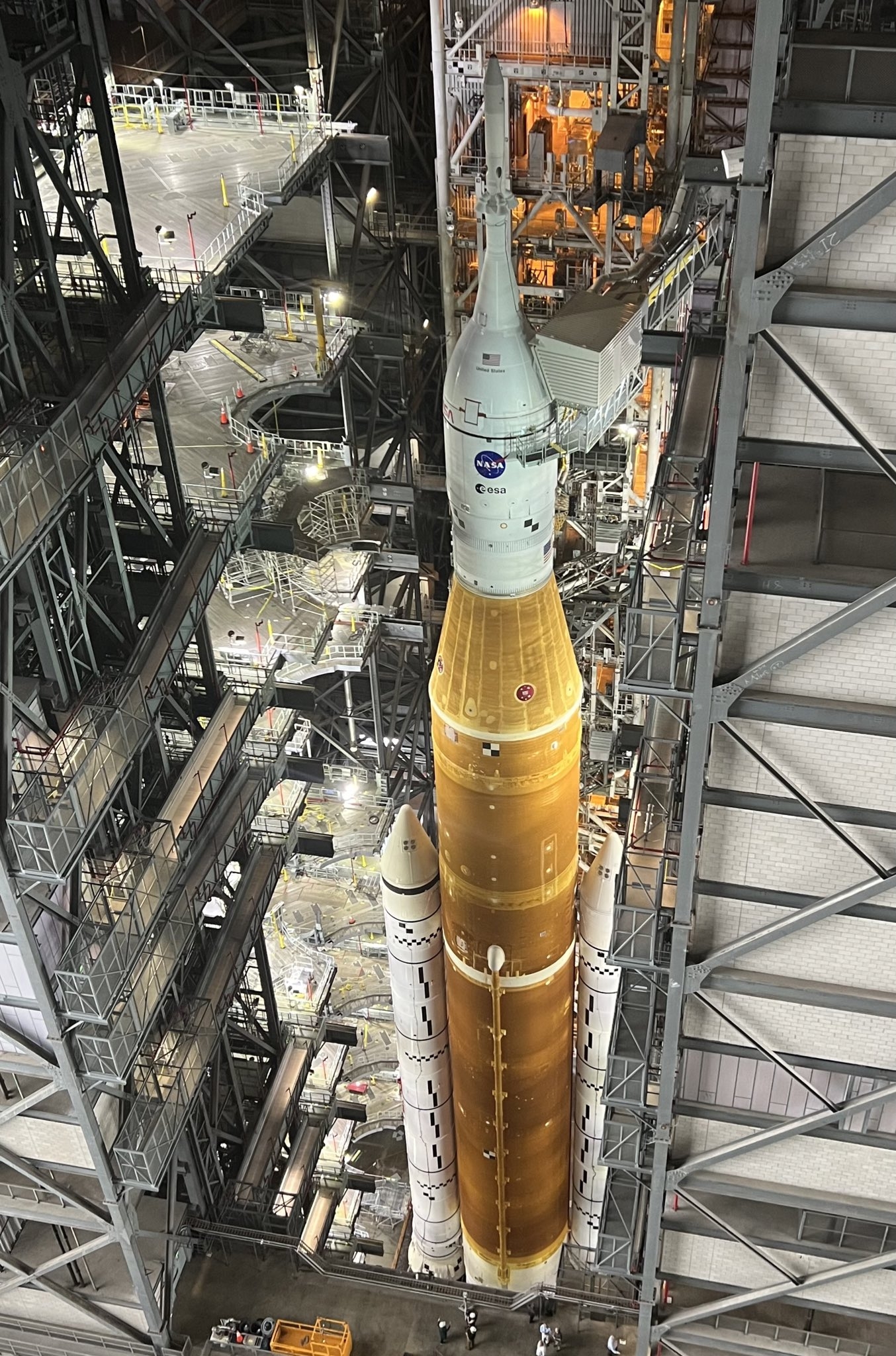
SLS mit Orion-Kapsel im Vehicle Assembly Building im März 2022

Orion wurde vom Kennedy Space Center Launch Complex 39 in einen niedrigen Erdorbit gestartet. Die Oberstufe brachte das Raumschiff aus der Parkbahn auf Kurs zum Mond.
Nachdem Orion dort angekommen war, bremste das Raumschiff mit seinem eigenen Antrieb ab (englisch „Lunar Orbit Insertion“, LOI), um nach einem weiteren Manöver in einen entfernten rückläufigen Orbit (englisch „Distant Retrograde Orbit“, DRO) mit einem Aposelenum von 70.000 km über der Mondoberfläche einzuschwenken.
Am 21. November um 12:57 Uhr UTC erreichte Artemis I mit etwa 130 km Distanz zur Mondrückseite die stärkste Annäherung eines Raumschiffs zum Mond seit der Apollo-17-Mission im Jahr 1972. Am 13. Tag des Flugs, dem 28. November 2022, befand sich die Kapsel zeitweise rund 432.194 Kilometer von der Erde entfernt. Diese Entfernung war zum einen die Maximaldistanz, die die unbemannte Kapsel während der Mission zur Erde aufbaute, zum anderen hatte nie zuvor ein für Menschen gebautes Raumschiff eine solche Distanz zur Erde. Bei der zweiten Mondannäherung am 5. Dezember betrug der minimale Abstand 128,7 km.
Nach einem sechstägigen Aufenthalt in dieser Umlaufbahn zündete Orion die Triebwerke für den Rückflug zur Erde. Versorgt und angetrieben wurde die Kommandokapsel dabei von einem auf dem europäischen ATV basierenden Servicemodul (englisch „European Service Module“, ESM), welches vor dem Wiedereintritt in die Erdatmosphäre abgetrennt wurde und verglühte. Beim Wiedereintritt war die Kapsel erstmals bei etwa 40.000 km/h höchsten Belastungen ausgesetzt, bevor sie an Fallschirmen hängend im Pazifischen Ozean wasserte.
Die Wasserung des Raumschiffs erfolgte nach 25 Tagen, 10 Stunden und 53 Minuten um 17:40:30 Uhr UTC am 11. Dezember 2022, dem 50. Jahrestag der letzten Mondlandung des Apollo-Programms durch Apollo 17. Wegen schlechten Wetters war der Landeplatz von der Küste San Diegos rund 560 km nach Süden vor die Küste Baja Californias verlegt worden. Als Bergungsschiff diente die Portland.

## Sekundäre Nutzlasten

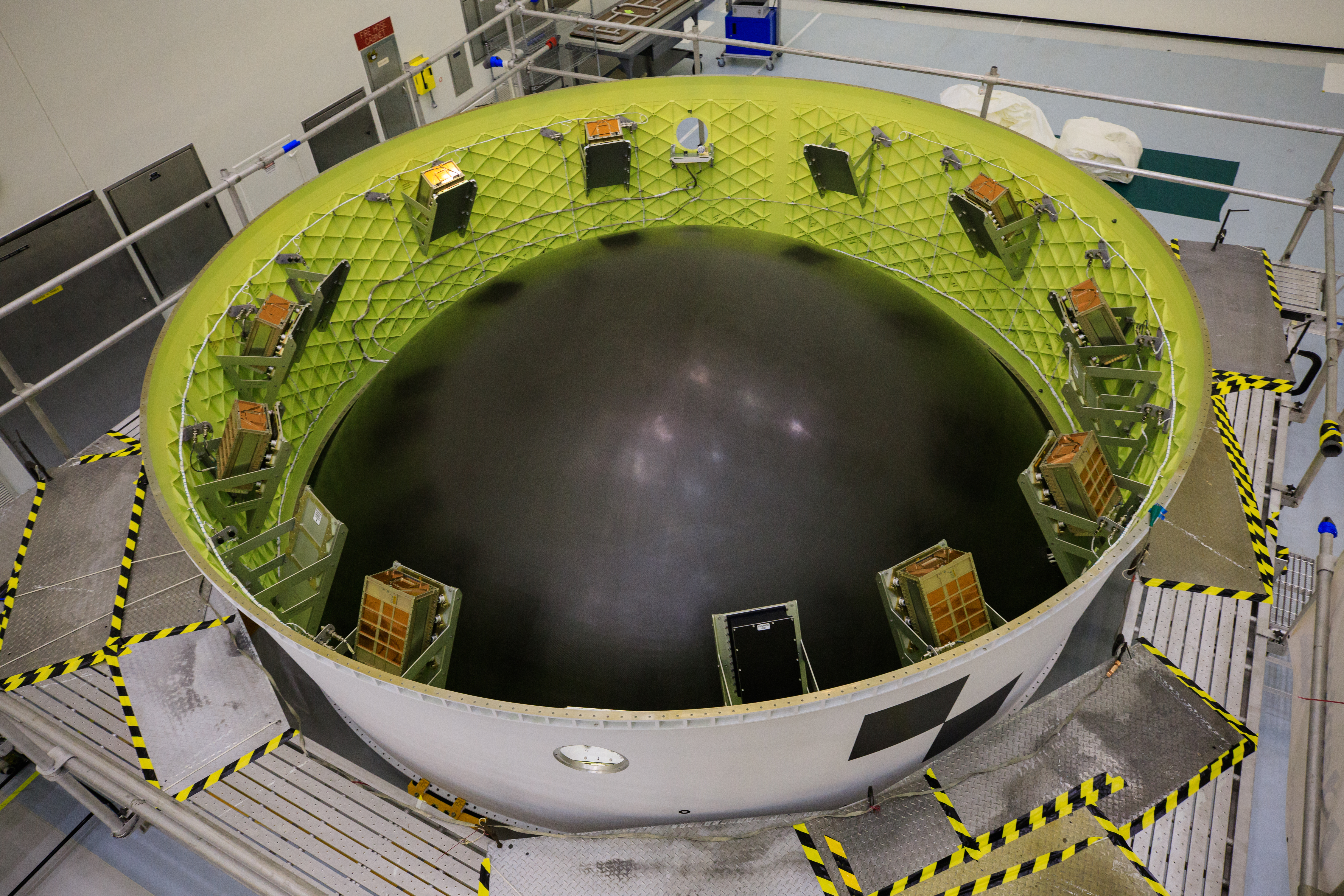
Stufenadapter mit den Cubesats

Neben dem Orion-Raumschiff wurden mit dem ersten Start des SLS auch 10 Cubesats gestartet, darunter mehrere Mondsonden. Die Cubesats haben alle das 6U-Format.
Im Einzelnen waren dies:
- Zwei Nutzlasten aus dem NextSTEP-Programm der NASA:
  - LunIR (vormals Skyfire) – ein von Lockheed Martin gebauter CubeSat zur Untersuchung der Mondoberfläche im Vorbeiflug.
  - Lunar IceCube – ein von der Morehead State University in Kentucky gebauter CubeSat für die Suche nach Eis und anderen Ressourcen aus einem ca. 100 km hohen Mondorbit.
- Zwei Nutzlasten im Rahmen der Forschungen der NASA für die bemannte Raumfahrt:
  - Der Near-Earth Asteroid Scout (NEA Scout) sollte einen Asteroiden untersuchen, fotografieren und dessen Position bestimmen.
  - BioSentinel sollte mit Hefen den Einfluss von Strahlung im Weltraum auf lebende Organismen bestimmen.
- Zwei wissenschaftliche Nutzlasten der NASA:
  - CuSP – eine „Weltraumwetterstation“ zur Messung von Teilchen und magnetischen Feldern im All, auch in Hinsicht auf ein zukünftiges Netzwerk solcher Stationen.
  - LunaH-Map sollte Wasserstoff innerhalb von Mondkratern und anderen permanent im Schatten gelegenen Regionen am Südpol des Mondes kartieren.
- Missionen von internationalen Partnern:
  - ArgoMoon (Argotec/ASI) – Navigation in der Nähe der SLS-Oberstufe. Der Cubesat sollte das Raumfahrzeug eine Zeit lang begleiten und Aufnahmen von den Triebwerken machen. Anschließend sollte er in einer Sonnenumlaufbahn bleiben und für die restliche Betriebsdauer für Kommunikationstests und zum Dauertest der Komponenten unter der Strahlung im tiefen Raum benutzt werden.
  - Equuleus (JAXA/Japan) – Messungen der Plasmasphäre der Erde
  - Omotenashi (JAXA/Japan) – ein preiswerter Mondlander, einzige Mondlandung im Rahmen der Artemis-1-Mission
- Eine weitere Nutzlast wurde 2017 durch das NASA-Programm Cube Quest Challenge bestimmt:[34]
  - Team Miles von einem Team um das Unternehmen Fluid and Reason in Tampa – Erprobung eines Plasmaantriebs im Tiefraum[35]

Mit Stand 2016 war geplant, dass die Cubesats nach der Trennung des Orion-Raumschiffs von der Oberstufe bei ausreichendem Sicherheitsabstand ebenfalls von der Oberstufe getrennt werden. Sie sollten mit einem Federmechanismus von dem Orion-Stufenadapter in eine Bahn ausgesetzt werden, die am Mond vorbeiführt. Der weitere Flug und eventuell nötige Bahnänderungen sollten dann unabhängig voneinander stattfinden.
Die meisten der mit Artemis 1 ausgesetzten Cubesats funktionierten nur eingeschränkt oder gar nicht (vgl. Chronologie der Mondmissionen).
Vier weitere Cubesats sollten mit Artemis 1 starten, wurden aber nicht rechtzeitig bis zum Stichtag 26. September 2021 fertiggestellt:
- Lunar Flashlight sollte Eisablagerungen auf dem Mond finden und Regionen bestimmen, in denen sich ein Abbau lohnen könnte.
- Earth Escape Explorer (CU-E3) der University of Colorado Boulder – ein Satellitenpaar zur Erprobung von Kommunikationstechnik in einer Sonnenumlaufbahn[39]
- Cislunar Explorers der Cornell University in Ithaca – Erreichen einer Mondumlaufbahn per Wasserantrieb[39]

## Galerie

Artemis I
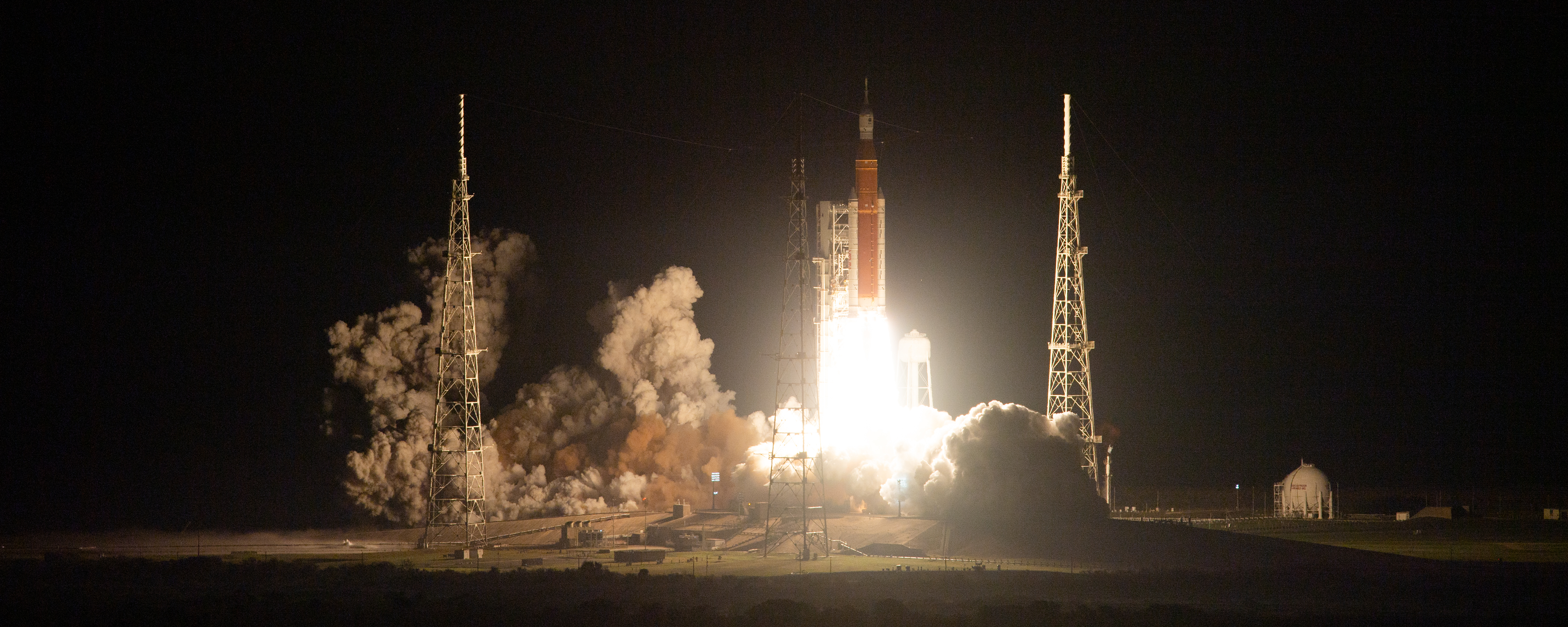
Start von Artemis 1 mit der SLS-Rakete am 16. November 2022
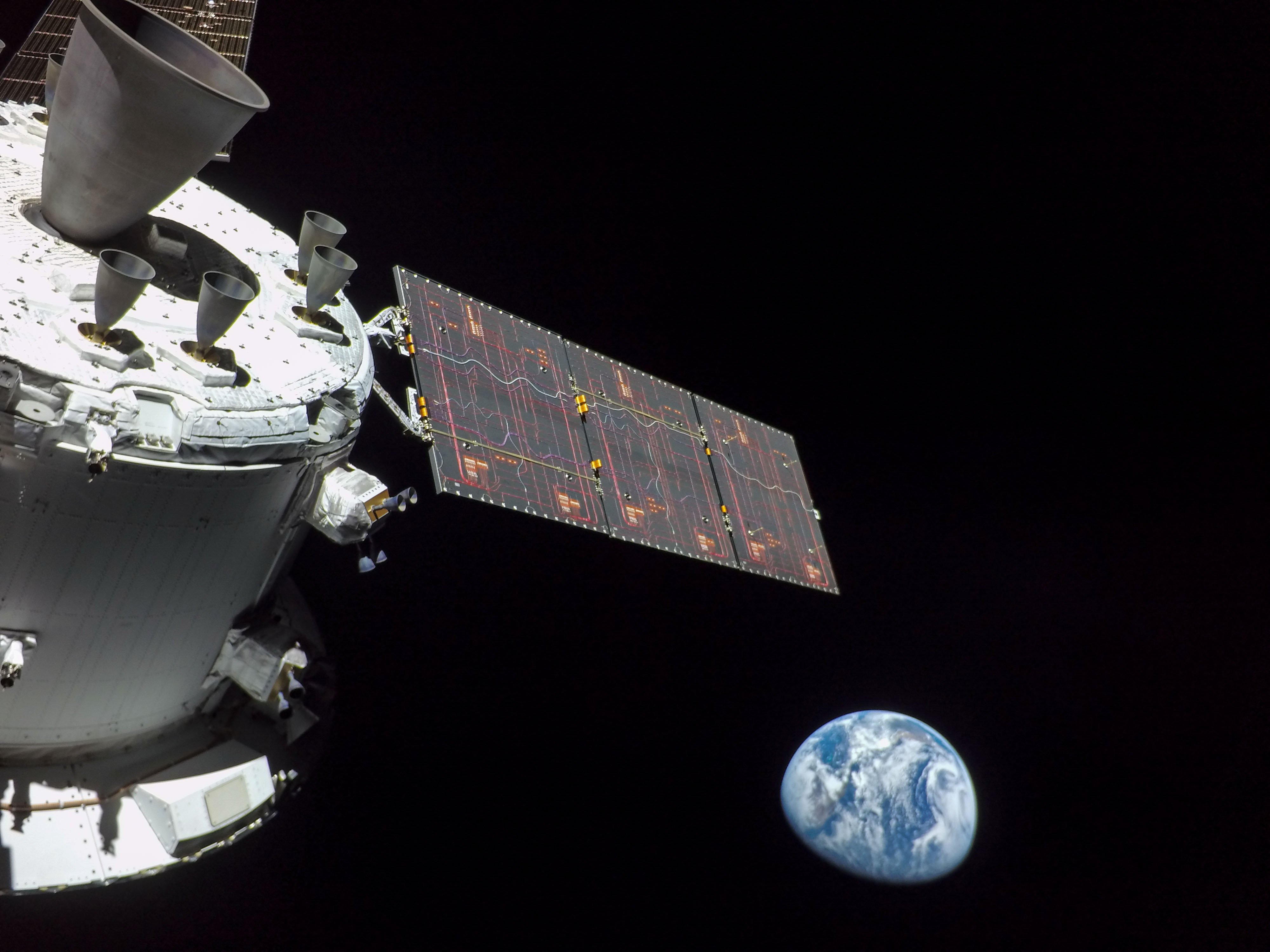
Die Erde am 16. November, vom Orion-Raumschiff aus nach dem Trans-Lunar-Injection-Manöver gesehen
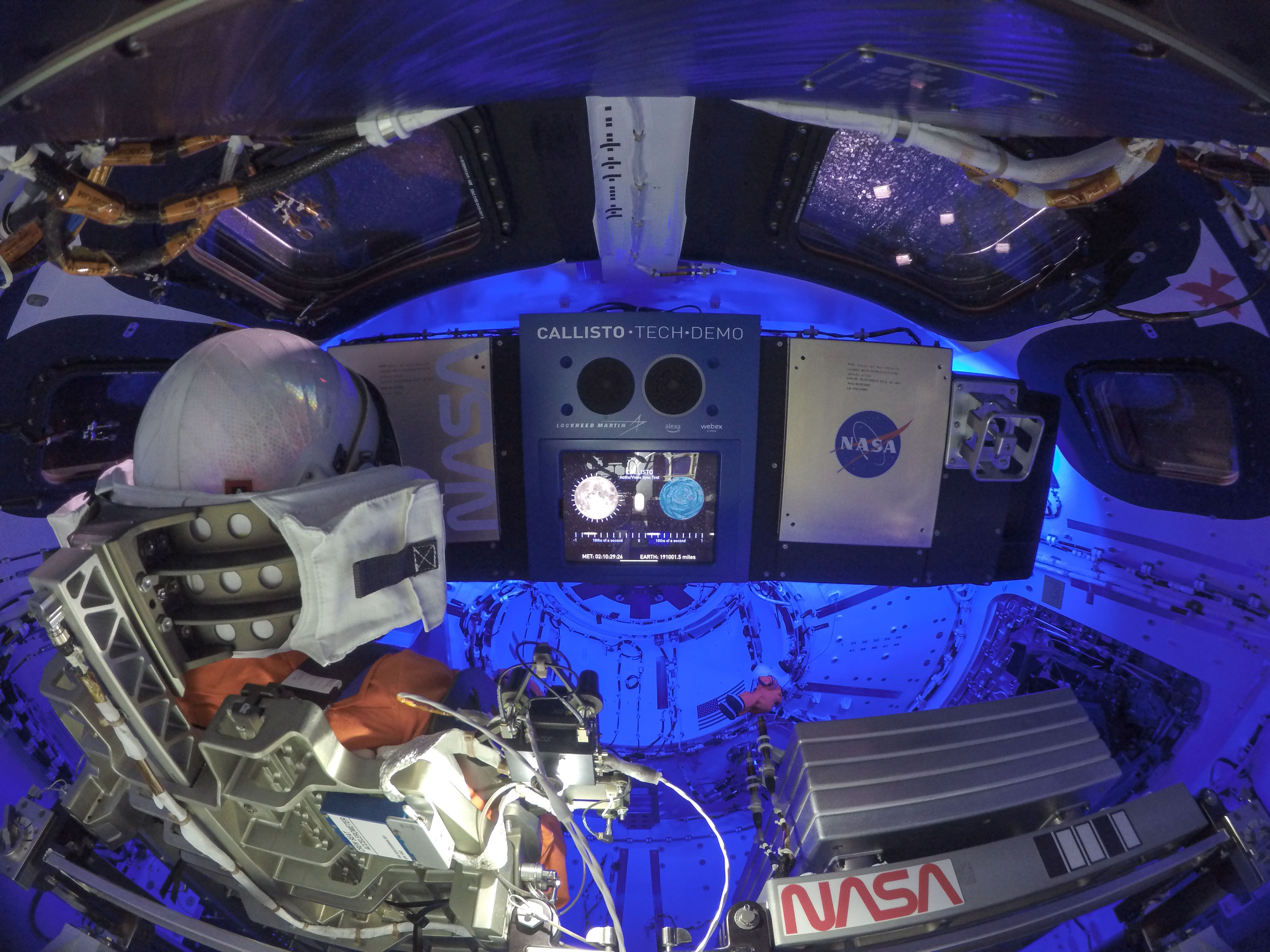
Innenaufnahme der Orion-Kapsel am 18. November
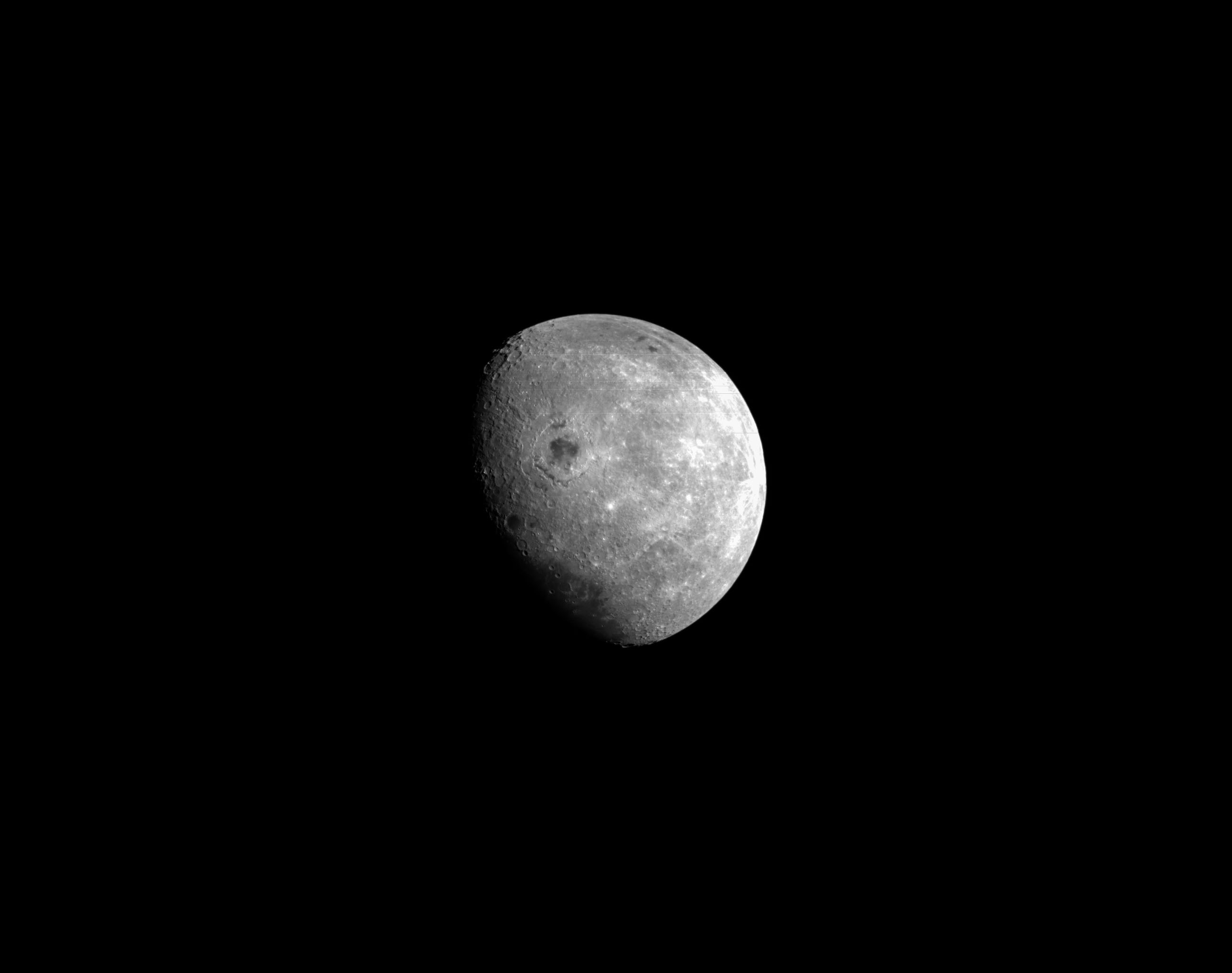
Der Mond, fotografiert am 20. November von Orion
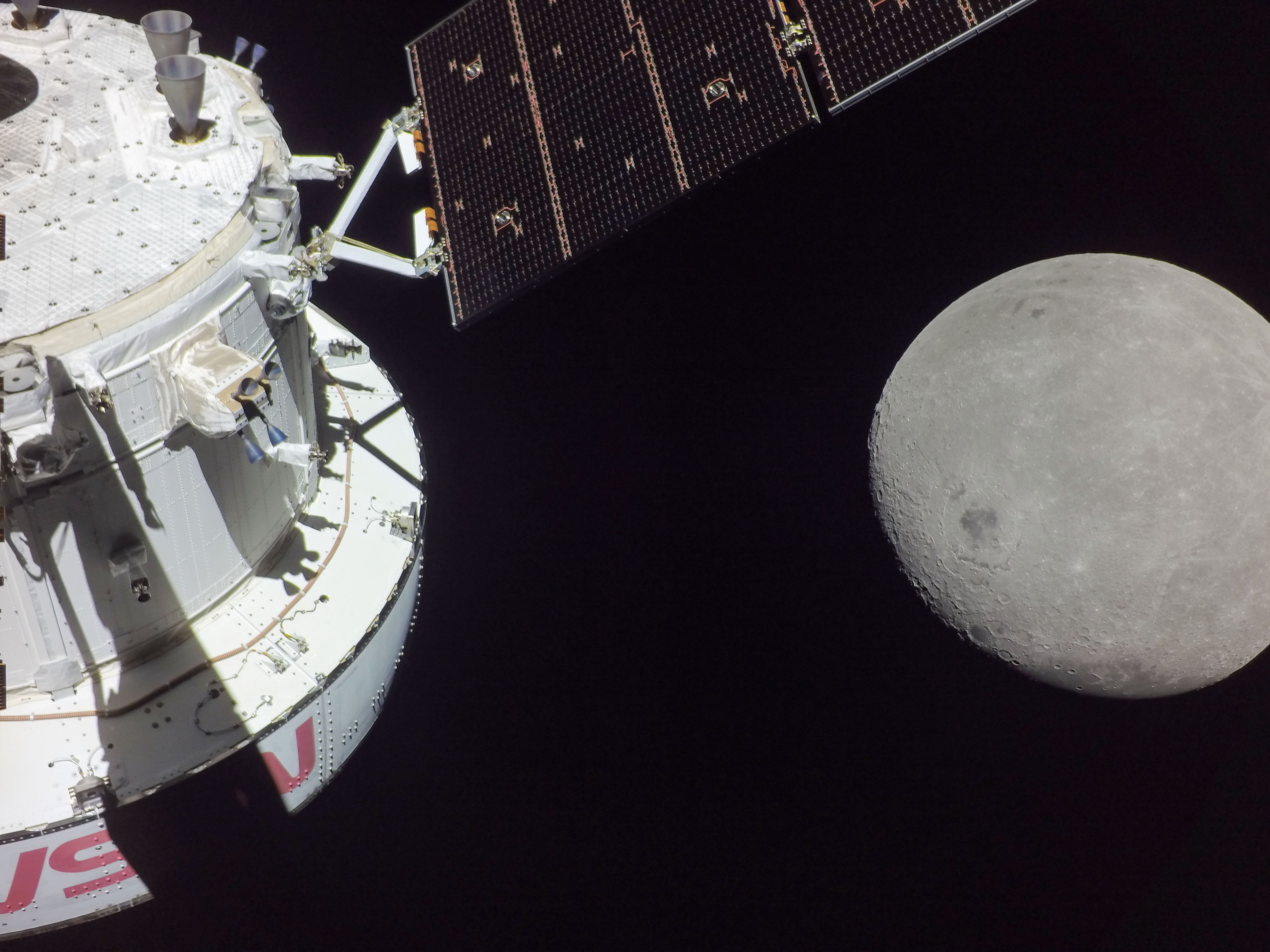
Die Mondrückseite, aufgenommen von Orion während eines Swing-by-Manövers am 21. November
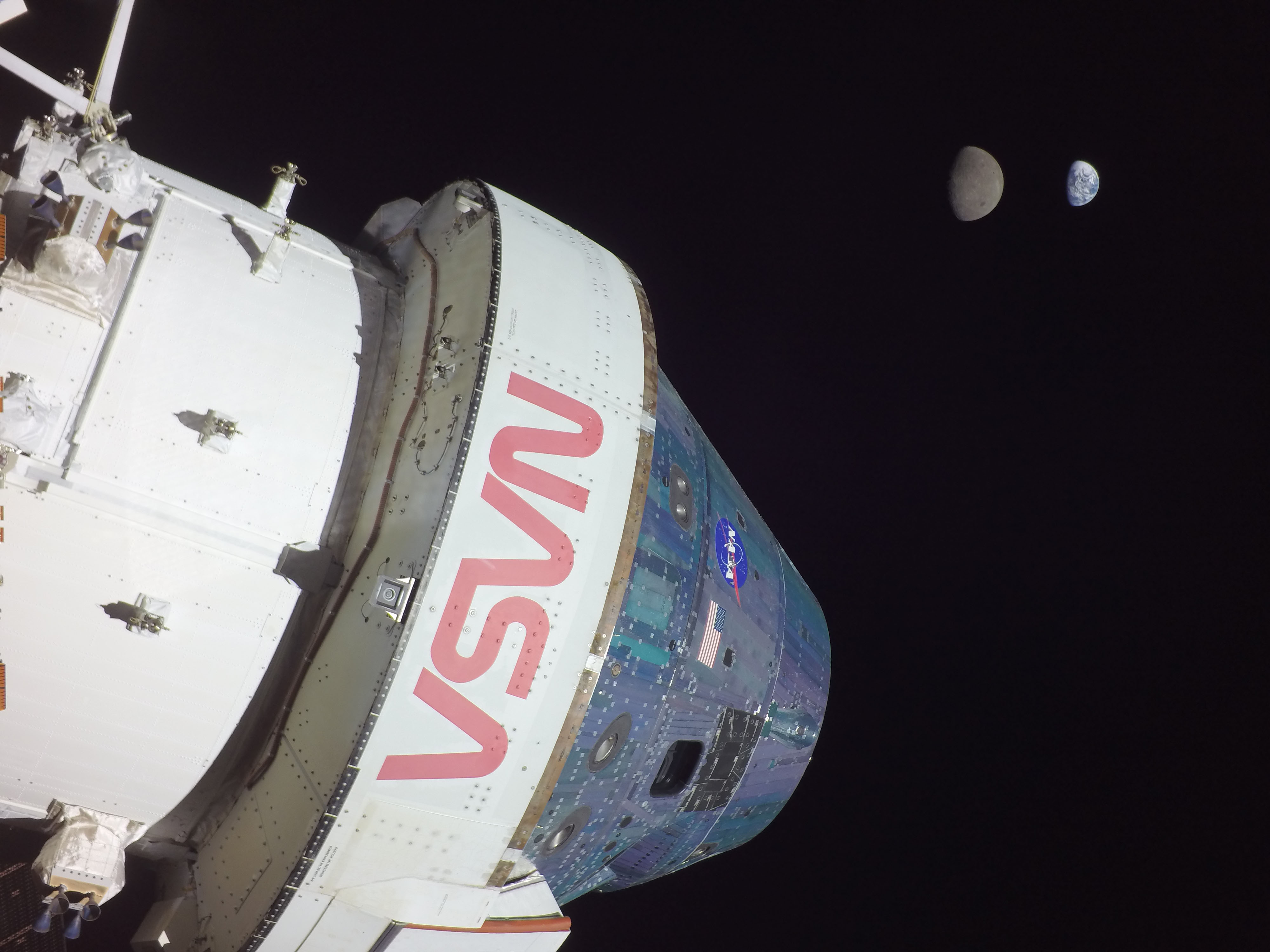
Orion am 28. November, bei maximaler Distanz von der Erde
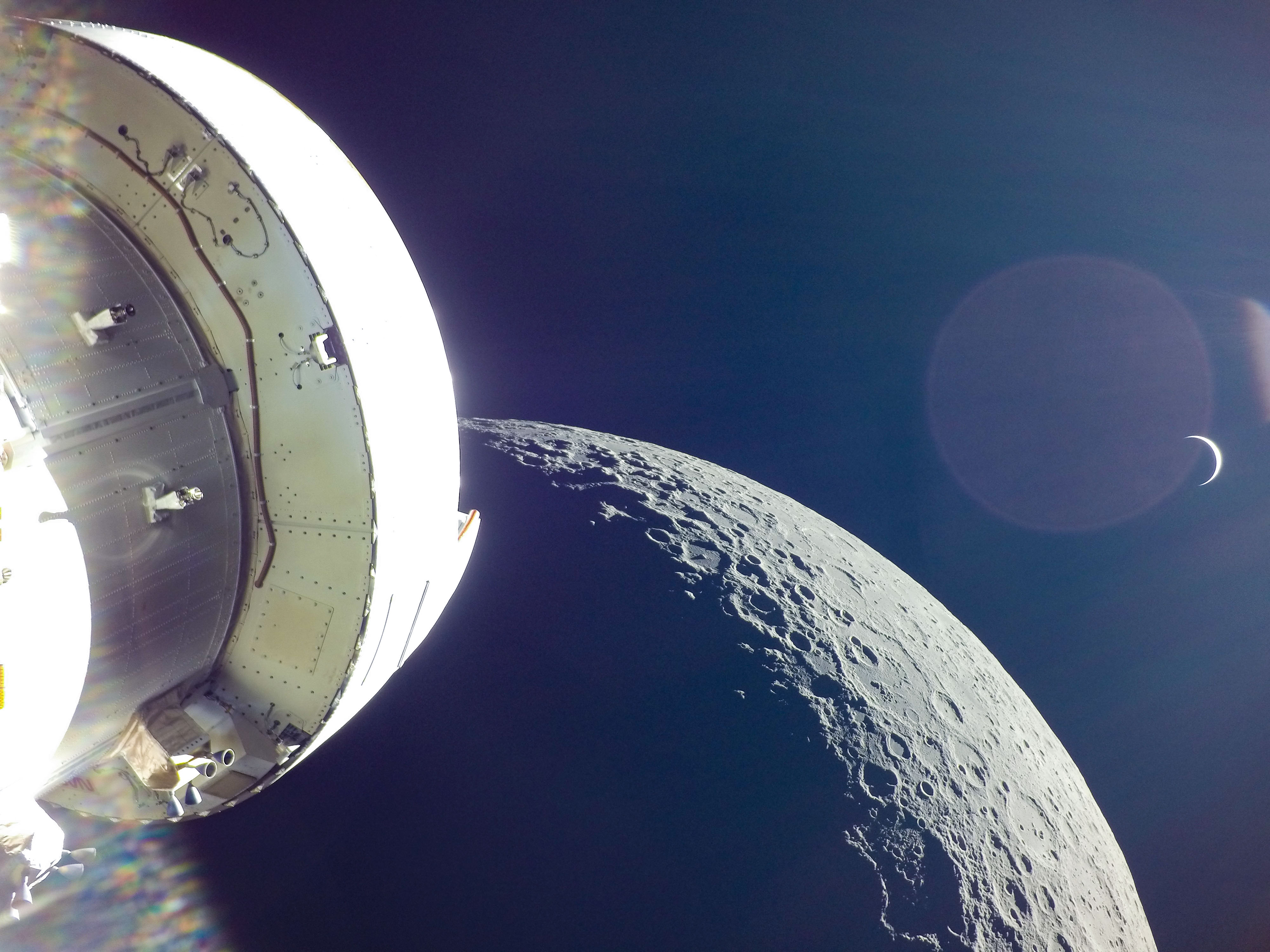
Orion mit Mond und Erde am 5. Dezember
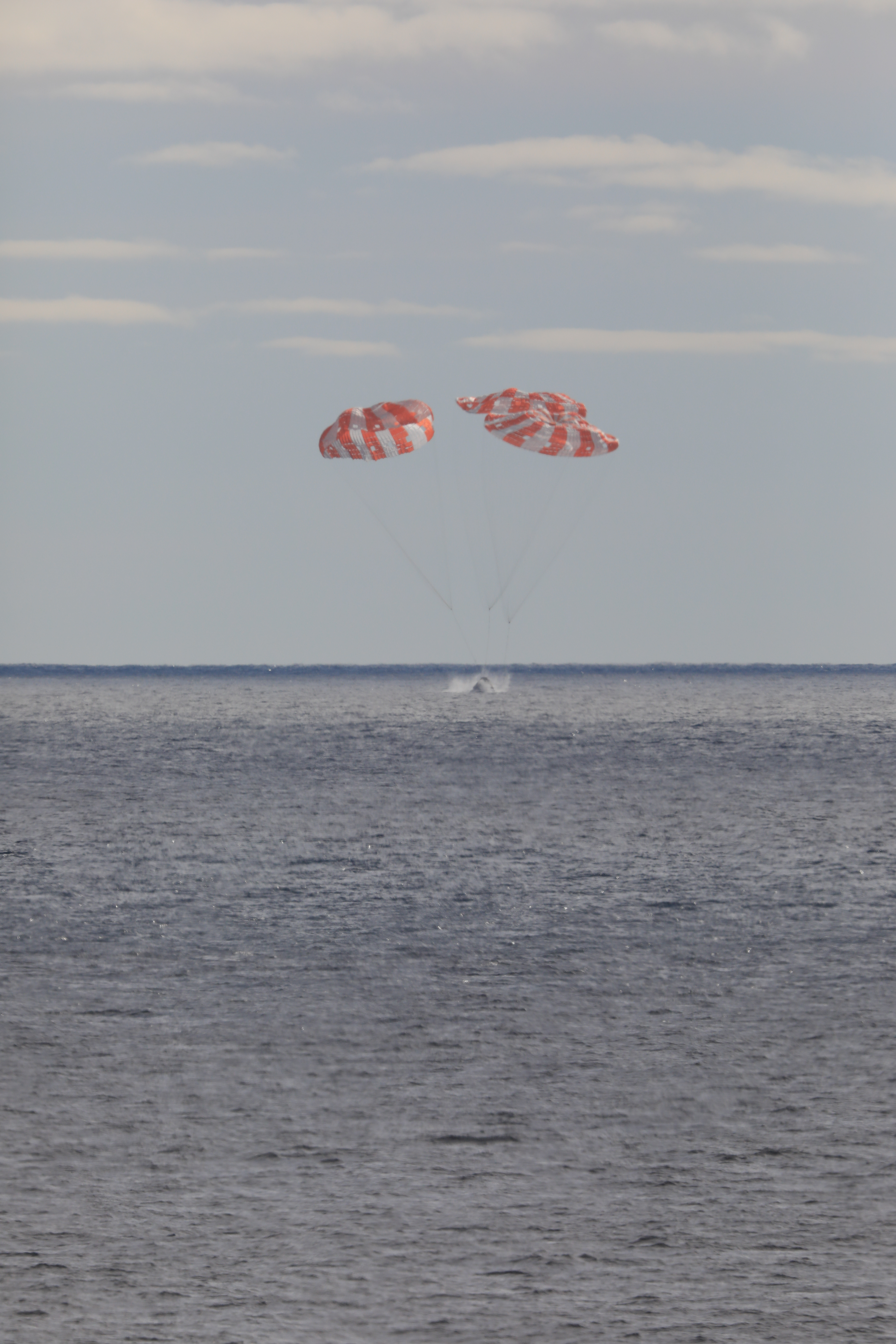
Wasserung am 11. Dezember 2022
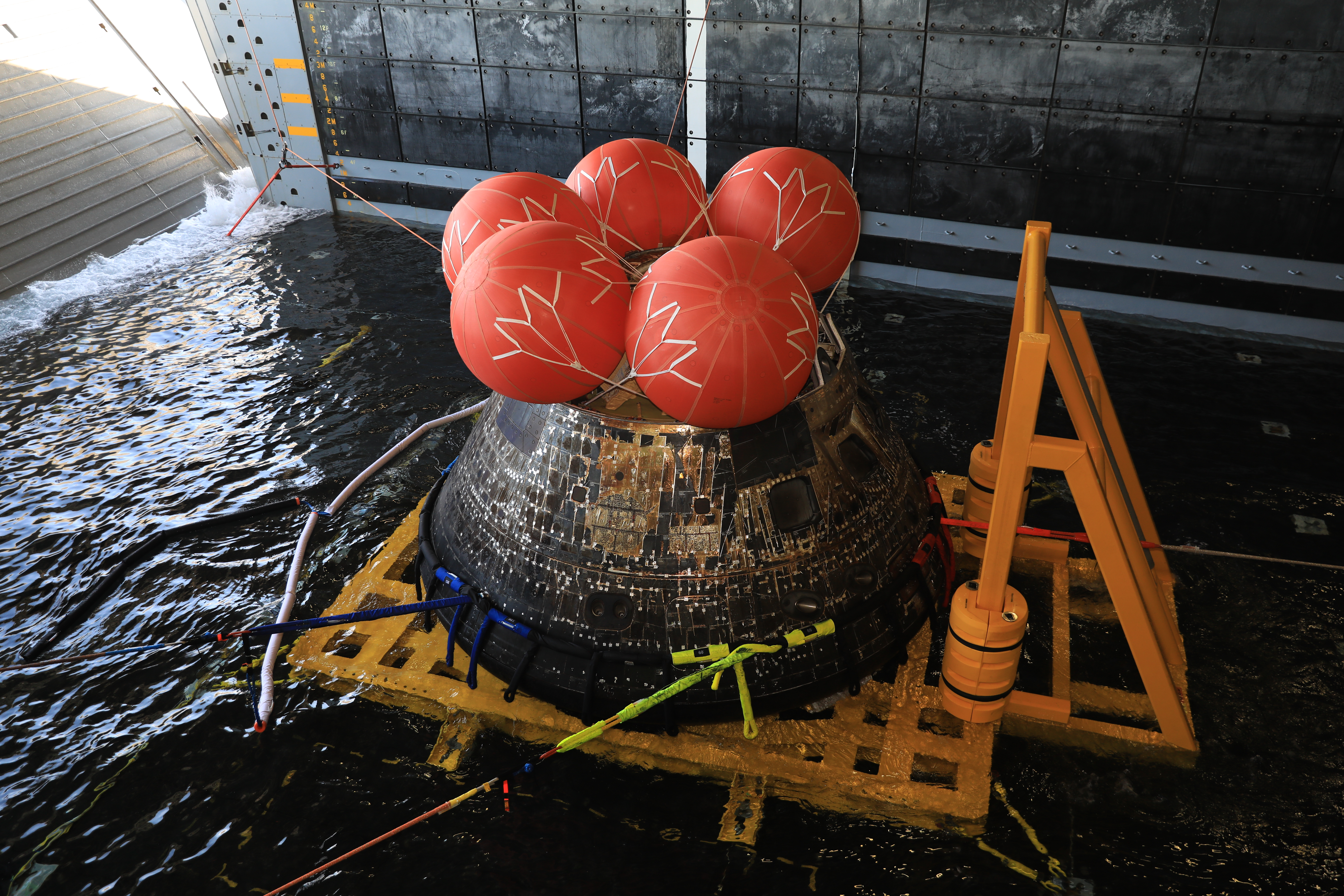
Orion-Kapsel im Welldeck der Portland